# Prawo ram

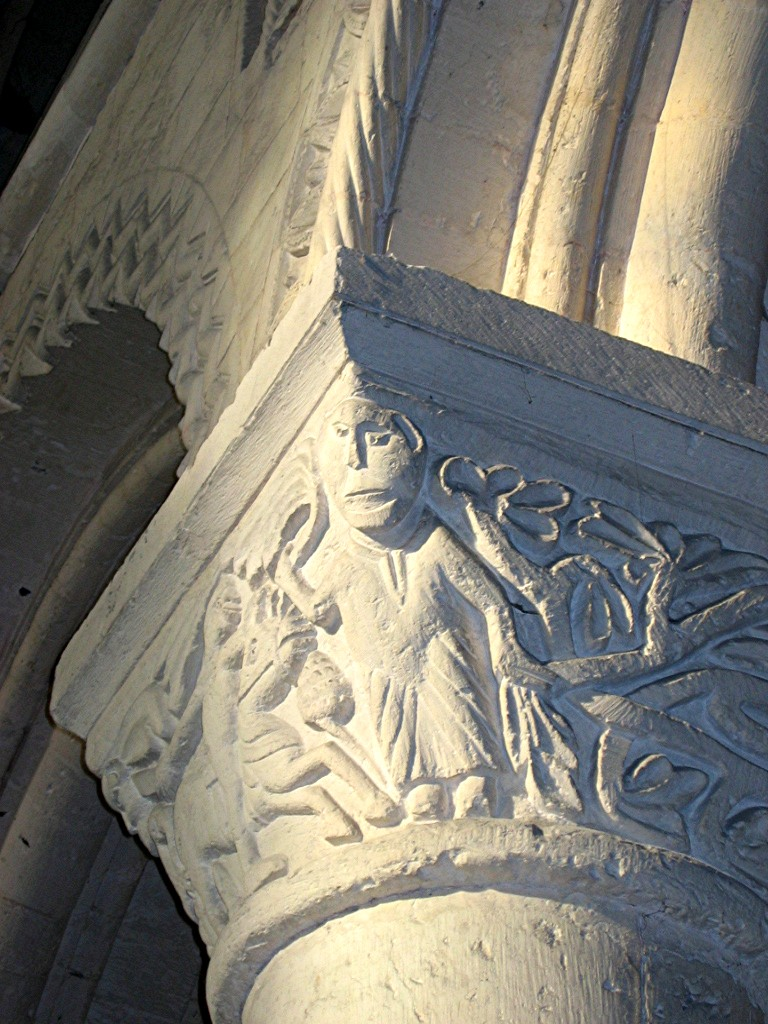
Normandia – kościół Saint-Georges-de-Boscherville, romańska głowica

Prawo ram – w zdobnictwie architektonicznym konieczność dopasowania kształtu rzeźby lub płaskorzeźby do ozdabianego nią elementu architektonicznego. 
Zastosowanie tego prawa wymuszało na rzeźbiarzach zachowanie zasadniczych form elementów budowli (głowic kostkowych, archiwolt) podczas zdobienia ich reliefami i rzeźbami. W konsekwencji często prowadziło to do zachwiania proporcji przedstawianych postaci.
Prawo ram stosowane było głównie w architekturze romańskiej.